# اوساگره
اوساگره (به اسپانیایی: Usagre) یک شهرستان در اسپانیا است که در استان باداخس واقع شده‌است.